# Shivraj Singh Chauhan
Pour les articles homonymes, voir Chauhan.
Shivraj Singh Chauhan, né le 5 mars 1959 à Sehore, est un homme politique indien, membre du BJP. Il est ministre en chef de l'État du Madhya Pradesh de 2005 à 2018 et de nouveau depuis 2020.

## Biographie

### Famille
Shivraj Singh Chauhan est né à Jait, dans le district de Sehore, au Madhya Pradesh. Il est le fils de Shri Prem Singh Chauhan et Shundar Bai Chauhan, un couple de fermiers.
Le 5 mai 1992, il épouse Sadhna Singh, avec laquelle il a deux fils. 

### Jeunesse et formation
En 1975, il connaît sa première expérience syndicale au lycée Model Higher Secondary School quand il est nommé président de l'Union des étudiants. En 1976, il est emprisonné par le gouvernement d'Indira Gandhi pendant « l'urgence nationale de l'Inde » (temps d'agitation politique de 1975 à 1977, quand une autorité d'urgence gérait le pays et que ni les droits civiques ni l'opposition n'étaient permis), pour avoir protesté contre le gouvernement et la suspension des droits civiques. Il est alors un membre important du mouvement étudiant Jayaprakash, en lutte contre la corruption politique avec Jayaprakash Narayan à sa tête. Comme tous les prisonniers politiques, il sort de prison à la suite des élections législatives de 1977 qui voient la défaite d'Indira Gandhi.  
Il est titulaire d'une maîtrise universitaire en philosophie de l'université Barkatullah de Bhopal. 

### Carrière politique
Shri Chauhan est bénévole de la Rashtriya Swayamsevak Sangh (RSS) à partir de 1977. 
Il est secrétaire d'Akhil Bhartiya Vidyarthi Parishad (ABVP) en 1977-1978 puis co-secrétaire entre 1978 et 1980, secrétaire général entre 1980 et 1983 et membre de l'exécutif national de 1982 à 1983. Membre du Bhartiya Janta Yuva Morcha, la branche jeunesse du Bharatiya Janata Party (BJP), il en est co-secrétaire de 1984 à 1985, secrétaire pour le Madhya Pradesh de 1985 à 1988, puis  président de 1988 à 1991.
En 1990, Shri Chauhan est élu membre de l'Assemblée législative du Madhya Pradesh. L'année suivante, il est élu député de la 10e Lok Sabha pour la circonscription de Vidisha. Il est ensuite membre du comité consultatif au ministère du Développement des ressources humaines de 1992 à 1996 et du comité du travail et de la protection sociale de 1993 à 1996. 
Il est réélu en 1996, 1998 et 1999 et 2004.
Le 29 novembre 2005, il est investi comme ministre en chef du Madhya Pradesh. La direction du BJP le choisit pour remplacer Babulal Gaur, malgré la campagne persistante animée par Uma Bharati. En 2006, il est élu membre de l'Assemblée de cet État et renonce à son mandat de député national. Après la victoire du BJP aux élections, il est investi pour un deuxième mandat le 12 décembre 2008. Il remporte une nouvelle victoire le 8 décembre 2013.
Le 12 décembre 2018, il démissionne de son poste de ministre en chef après avoir perdu sa majorité aux élections à l'Assemblée du Madhya Pradesh et est remplacé par Kamal Nath, du Parti du Congrès. Le 23 mars 2020, après la chute du gouvernement Nath, Shri Chauhan redevient ministre en chef.
Le Parlement du Madhya Pradesh adopte en décembre 2020 une législation restreignant les mariages interreligieux entre un homme musulman et une femme hindoue, pouvant désormais être punis de cinq ans de prison, au nom de la lutte contre le « djihad de l’amour » (théorie complotiste issue de la mouvance nationaliste hindoue attribuant aux musulmans l'intention de séduire des femmes hindoues afin de les convertir à l’islam). Les textes de loi stipulent que le partenaire désirant se convertir doit en informer par écrit les autorités deux mois à l’avance. Shivraj Singh Chauhan, connu pour son engagement en faveur du séparatisme religieux, déclare que « le gouvernement appartient à tout le monde, à toutes les religions et castes. Il n’y a pas de discrimination, mais, si quelqu’un essaie de faire quelque chose de dégoûtant à nos filles, alors je vous briserai. Si quelqu’un prépare une conversion religieuse ou pratique le “djihad de l’amour”, il sera détruit ».